# Fimbristylis mexicana
Fimbristylis mexicana är en halvgräsart som beskrevs av Eduard Palla. Fimbristylis mexicana ingår i släktet Fimbristylis och familjen halvgräs. Inga underarter finns listade i Catalogue of Life.